# Trettmann

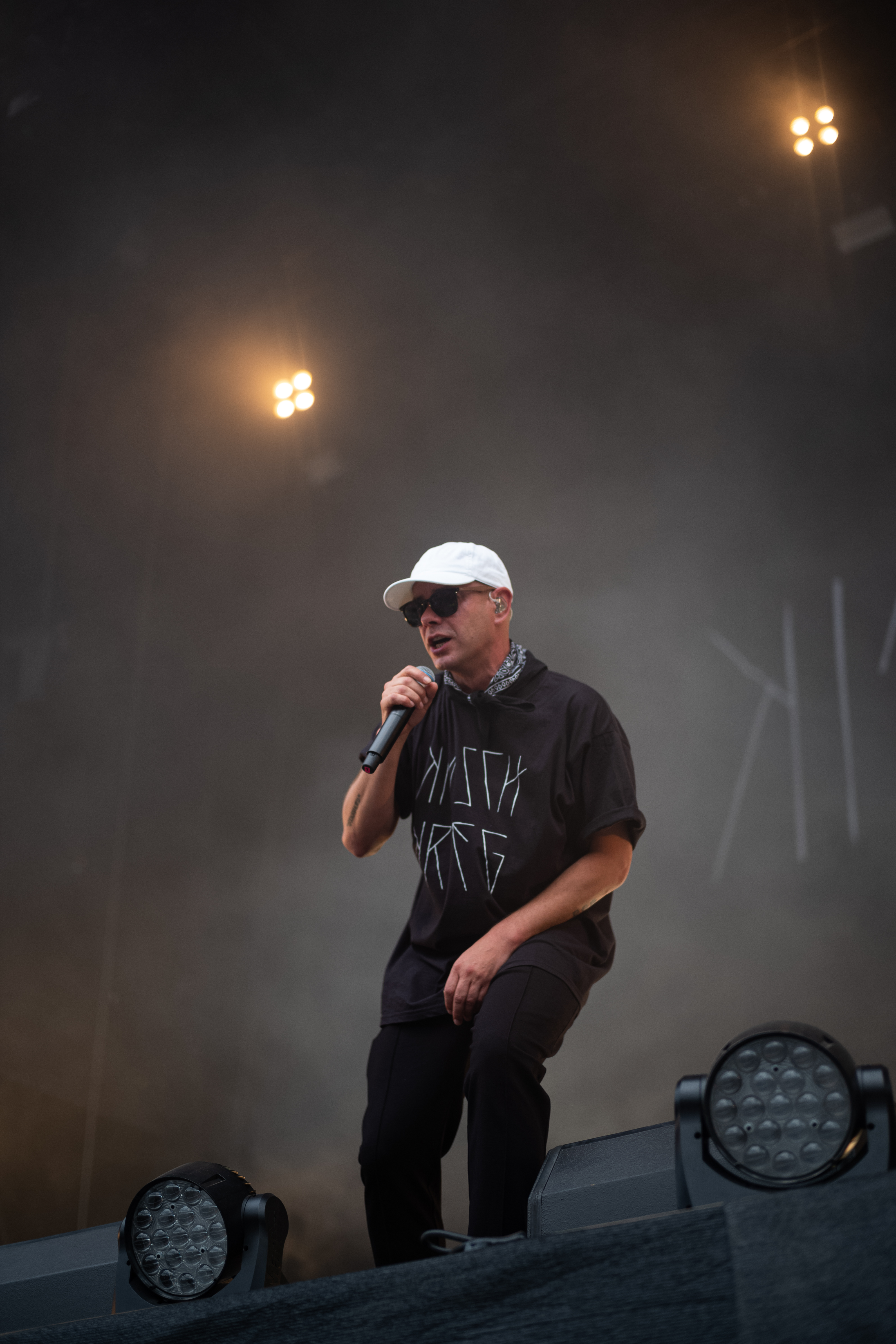
Trettmann, 2019

Trettmann (* 9. Oktober 1973 als Stefan Richter in Karl-Marx-Stadt, heute Chemnitz) ist ein deutscher Hip-Hop-, RnB- und Dancehall-Sänger. Weithin bekannt wurde er ab 2016 mit deutschsprachigem Trap und Cloud Rap, wobei er seine Texte in einem Stil zwischen Rap und moduliertem Gesang vorträgt.

## Leben und Karriere

### Kindheit und Jugend
Stefan Richter wuchs zusammen mit seinem älteren Bruder bei seiner Mutter auf. Die Familie lebte im Wohngebiet Fritz Heckert, einem großen Plattenbau-Neubaugebiet. Als früheste musikalische Einflüsse bezeichnete er später die Plattensammlung seiner Mutter sowie „Black Music“ im Westradio.
Erste Eindrücke von Hip-Hop erlangte er 1984 durch den Auftritt der B-boys-Gruppe New York City Breakers in der Fernsehsendung Wetten, dass..? sowie durch den Film Beat Street, der 1985 in die DDR-Kinos kam. Richter begann Breakdance zu tanzen und schloss sich verschiedenen Chemnitzer Crews an.
Zur selben Zeit wurde er Mitglied des Zentralen Pionier- und FDJ-Ensembles Karl-Marx-Stadt, das in einer Extra-Schulklasse unterrichtet wurde. Zusätzlich zum normalen Unterricht erhielten die Schüler und Schülerinnen dort eine Ausbildung in Orchester- und Chormusik, Tanz und Sprechen. Dafür wechselte er 1984 die Schule, und besuchte ab der 5. Klasse die E-Klasse an der Fritz-Schmenkel-Schule in Chemnitz-Schönau. Richter legte das Abitur nach der Wende in Chemnitz ab, eine Ausbildung oder ein Studium schloss er nicht an.
Während der 1990er-Jahre mussten Musiker der Chemnitzer Hip-Hop-Szene laut einer Aussagen DJ Rons vor Neonazis flüchten, nur wegen ihres Hip-Hop-Styles. In der Dokumentation Trettmann: Aufs Maul, weil er kein Nazi war erzählte Trettmann selbst, dass sie sich in den Anfangsjahren der Chemnitzer Hip-Hop-Szene hätten bewaffnen müssen. Die gemeinsame Erfahrung verarbeitet er im Lied NAWW, das im März 2024 auf seiner EP Your Love Is King erschien.

### Reggae
Anfang der 1990er Jahre reiste er erstmals nach Jamaika, ein Reiseziel, das ihn musikalisch stark beeinflusste. In den folgenden Jahren arbeitete er in verschiedenen Aushilfsjobs, unter anderem im Schallplattenladen „Kiox“ des Vaters von Felix Kummer. Nebenbei legte er Platten auf. Eine Zeitlang lebte er in Berlin, 2001 zog er nach Leipzig, um mit seinen Freunden vom Reggae-Soundsystem Rotzlöffel HiFi Partys zu veranstalten und als MC aufzutreten.
Mit seiner Debüt-Single Der Sommer ist für alle da! unter dem damaligen Künstlernamen Ronny „RT“ Trettmann kam Richter 2006 für vier Wochen in die deutschen Singlecharts. Der Name sollte ähnlich wie „Dreadman“ klingen, also Mann mit Dreads. Ronny Trettmann sang seine Songs in sächsischem Dialekt und persiflierte die deutsche Reggae/Dancehall-Szene. Der Kaffee-Mix (2006) fasst die frühen Produktionen bei dem Label Germaican Records zusammen. 2007 eröffnete er die große Bühne auf dem Summerjam-Festival und hatte seinen ersten Auftritt beim Splash-Festival. 2008 machte er mit Hand ab! auf den sogenannten „Leipziger Bleiskandal“ aufmerksam: In Leipzig war mit Blei gestrecktes Marihuana in Umlauf gebracht worden und hatte mehrere Dutzend Menschen vergiftet.
Im Frühjahr 2008 beendete Richter die Zusammenarbeit mit Germaican Records und gründete sein eigenes Label Heckert Empire. Zusammen mit Soulforce, Musikproduzenten aus Krefeld, die auch ein Soundsystem betrieben, veröffentlichte er im Herbst desselben Jahres den Heckert Empire Mix und entfernte sich damit immer mehr von dem Image des reinen Comedy-Künstlers. In seinem Lied Großvater setzt er sich 2008 mit der Vergangenheit seiner Großeltern auseinander. 2010 trat er etwa 40 Mal im Jahr auf, sein erstes Studioalbum Zwei chlorbleiche Halunken erschien, aufgenommen zusammen mit Rüdiger Schramm alias Ranking Smo. Den sächsischen Dialekt und damit den Comedy-Act hatte Trettmann bis dahin endgültig abgelegt. Vor der Veröffentlichung seines Albums Tanz auf dem Vulkan (2013) sammelte er mittels Crowdfunding Geld für Promotion, Marketing und Produktion eines Tonträgers. Vom gesammelten Geld wurde auch das Video zur Singleauskopplung Ostseemuse produziert.

### Trettmann
Seit 2016 tritt Richter nur noch als Trettmann auf. In diesem Jahr veröffentlichte er mit KitschKrieg in rascher Folge drei EPs, die ein Musikkritiker als „wolkige[n] KitschKrieg-Beats […] nach Cloudrap-Art“ bezeichnete.
Durch Gastauftritte auf dem kommerziell erfolgreichen Album Palmen aus Plastik der Musiker RAF Camora und Bonez MC wurde Trettmann 2016 einem größeren Publikum bekannt. Mit seinem Album #DIY erreichte er 2017 erstmals die deutschen Albumcharts auf Platz 17. Im Jahr 2018 blieb Richter gemeinsam mit den Rappern Gzuz, Ufo361 und Gringo mit dem Lied Standard, welches von seinen Stammproduzenten KitschKrieg produziert wurde, mehrere Wochen auf Platz 1 der deutschen Charts.
Am 13. September 2019 wurde das selbstbetitelte Album Trettmann in Zusammenarbeit mit KitschKrieg veröffentlicht, das Platz 2 der deutschen Charts erreichte.
2022 sagte er aus gesundheitlichen Gründen alle Festivalauftritte des Jahres ab. Im März 2023 erschien sein Album Insomnia.
Die Sängerin Uschi Brüning wirkte 2024 an Trettmanns Song NAWW (Nach Allem Was War) mit – ihr Gesangs-Part ist am Ende des Liedes zu hören.
Trettmann lebt in Leipzig. Bis 2023 arbeitete er mit KitschKrieg in Berlin-Kreuzberg.

## Diskografie
Studioalben

| Jahr | Titel                      | Höchstplatzierung, Gesamtwochen, AuszeichnungChartplatzierungen (Jahr, Titel, Platzierungen, Wochen, Auszeichnungen, Anmerkungen) | Höchstplatzierung, Gesamtwochen, AuszeichnungChartplatzierungen (Jahr, Titel, Platzierungen, Wochen, Auszeichnungen, Anmerkungen) | Höchstplatzierung, Gesamtwochen, AuszeichnungChartplatzierungen (Jahr, Titel, Platzierungen, Wochen, Auszeichnungen, Anmerkungen) | Anmerkungen                                                  |
| Jahr | Titel                      | DE | AT | CH | Anmerkungen                                                  |
| ---- | -------------------------- | --- | --- | --- | ------------------------------------------------------------ |
| 2010 | Zwei chlorbleiche Halunken | — | — | — | Erstveröffentlichung: 2010 mit Ranking Smo                   |
| 2013 | Tanz auf dem Vulkan        | — | — | — | Erstveröffentlichung: 10. Mai 2013                           |
| 2017 | #DIY                       | DE17 Gold · (75 Wo.)DE | AT27 (6 Wo.)AT | CH29 (5 Wo.)CH | Erstveröffentlichung: 29. September 2017 Verkäufe: + 100.000 |
| 2019 | Trettmann                  | DE2 (19 Wo.)DE | AT9 (8 Wo.)AT | CH5 (9 Wo.)CH | Erstveröffentlichung: 13. September 2019 mit KitschKrieg     |
| 2023 | Insomnia                   | DE2 (9 Wo.)DE | AT3 (5 Wo.)AT | CH4 (6 Wo.)CH | Erstveröffentlichung: 17. März 2023 mit KitschKrieg und SFR  |

## Auszeichnungen
Juice Awards
- 2017: 1. Platz in der Kategorie „Solokünstler National“: Trettmann[25]
- 2017: 1. Platz in der Kategorie „Mixtape / EP National“: Megaloh x Trettmann x KitschKrieg – Herb & Mango[25]
- 2017: 1. Platz in der Kategorie „Album National“: #DIY[25]

Hiphop.de Awards
- 2018: 1. Platz in der Kategorie „Bester Song National“: KitschKrieg ft. Trettmann, Gringo, Ufo361 & Gzuz – Standard[26]
- 2017: 1. Platz in der Kategorie „Bestes Album National“: Trettmann - #DIY[27]

Preis für Popkultur
- 2018: in der Kategorie „Lieblings-Solokünstler“ (#DIY)[28]
- 2018: in der Kategorie „Lieblingsalbum“ (#DIY)[28]
- 2018: in der Kategorie „Lieblingslied“ (Grauer Beton)[28]